# 阿紐伊國家公園
49°26′26″N 136°33′25″E / 49.44056°N 136.55694°E

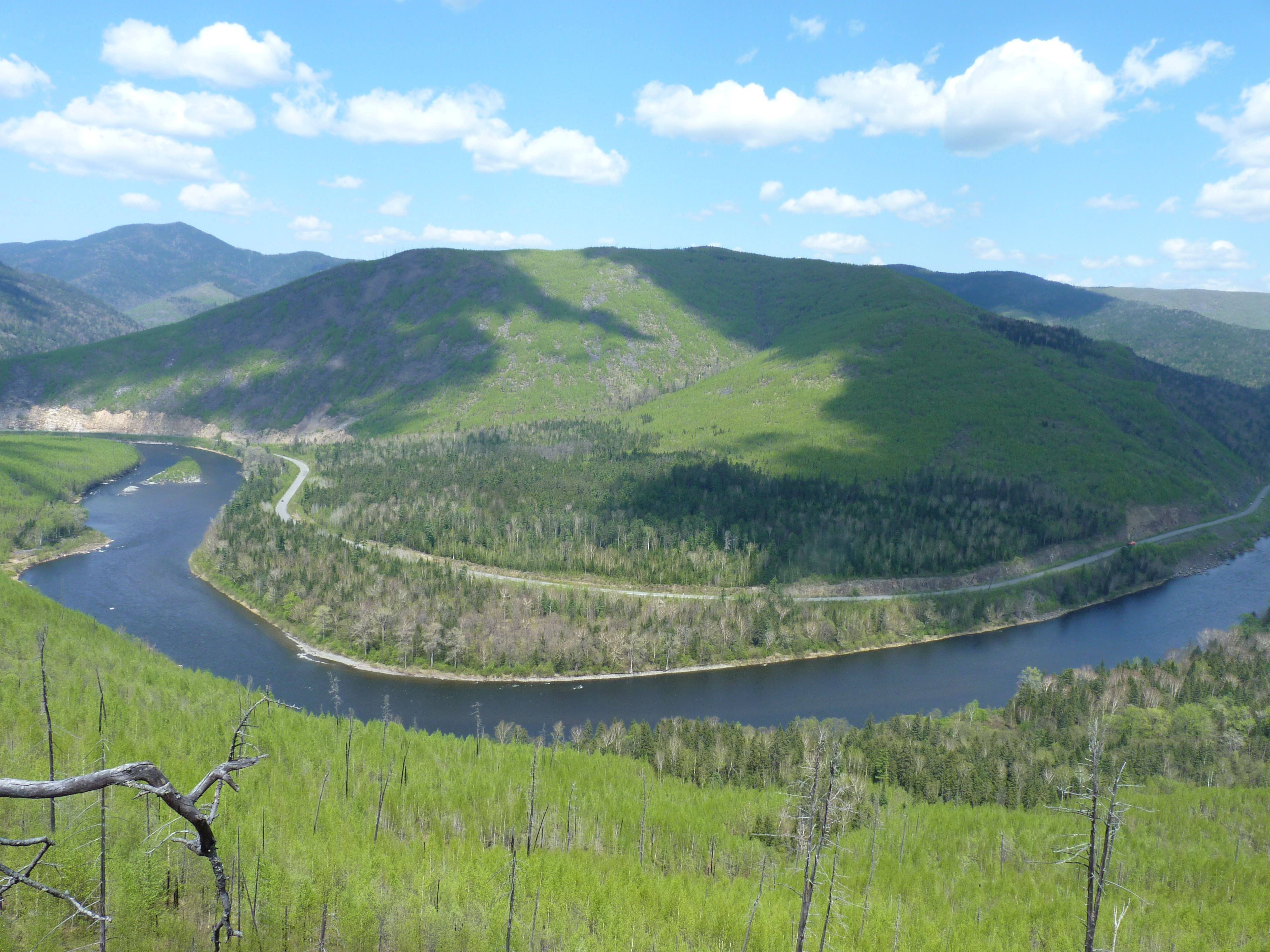

阿紐伊國家公園是俄羅斯的國家公園，位於該國東部哈巴羅夫斯克邊疆區，成立於1999年3月5日，面積4,294平方公里，有香鼬、亞洲黑熊等野生動物棲息。